# Rouzbeh Asgarian

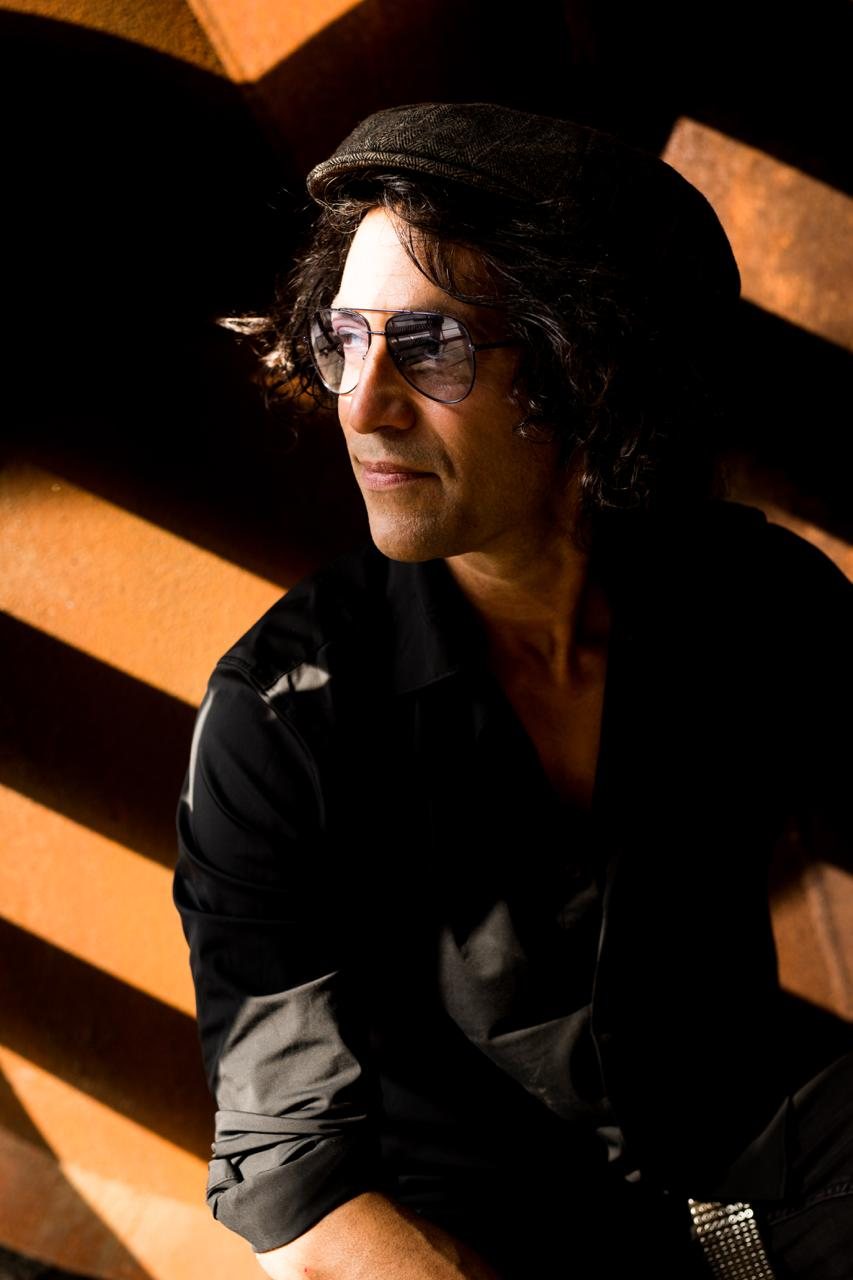
Rouzbeh Asgarian

Rouzbeh Asgarian (* 1979) ist ein Gitarrist, Komponist und Arrangeur.

## Leben
Rouzbeh Asgarian begann seine musikalische Ausbildung früh mit der klassischen Gitarre. Mit seiner ersten Band Own Style sammelte er erste Liveerfahrungen. Er studierte von 2001 bis 2006 Jazzgitarre am Conservatorium Maastricht.
2004 gründete Rouzbeh Asgarian die Rouzbeh Asgarian Band, zunächst bestehend aus Ryan Carinaux (Trompete), Joe Hertenstein (Schlagzeug) und Fedor Ruskuc (Kontrabass). Mit dieser Band spielte er seine eigenen Kompositionen und veröffentlichte die Alben „In Between“ und „Waiting“, die in Jazzzeitungen positiv rezensiert wurde. Musikansich.de lobte beispielsweise: „Auf seinem neuen Album 'Waiting' zeigt der deutsch-iranische Gitarrist Rouzbeh Asgarian, dass er einer der einfallsreichsten Gitarristen der jüngeren Generation ist. (...) das beste Beispiel dafür, wie intelligente Musik auch heute noch geschrieben und gespielt wird“.
2018 erweiterte Asgarian seine Band zu einem Septett, das Rouzbeh Asgarian Ensemble, und veröffentlichte das Album „Flying to Persia“. Dieses Ensemble kombinierte ein klassisches Jazzquartett mit persischen Instrumenten wie der Santoor (gespielt von Benjamin Stein), der arabisch-persischen Rahmentrommel Daf (gespielt von Rhani Krija und Afra Mussawisade) und der persisch-kurdischen Rohrflöte Nay (gespielt von Diyar Alturk). Das Ensemble spielte auf mehreren Jazzfestivals wie dem Rivertone Jazzfestival, dem Winterjazz Festival Köln und war Headliner bei der Jazzweek Regensburg. Außerdem war das Ensemble Finalist des Creole Preis für Weltmusik.
Die Mittelbayerische Zeitung widmete ihm eine Seite mit der Überschrift „Der Persische Jon Bon Jovi!“.

## Diskografie

### Alben
| Jahr | Titel            | Label                                       |
| ---- | ---------------- | ------------------------------------------- |
| 2006 | In Between       | David Records (Galileo Music Communication) |
| 2014 | Waiting          | Neuklang                                    |
| 2018 | Flying to Persia |                                             |